# Tadeusz Petrażycki

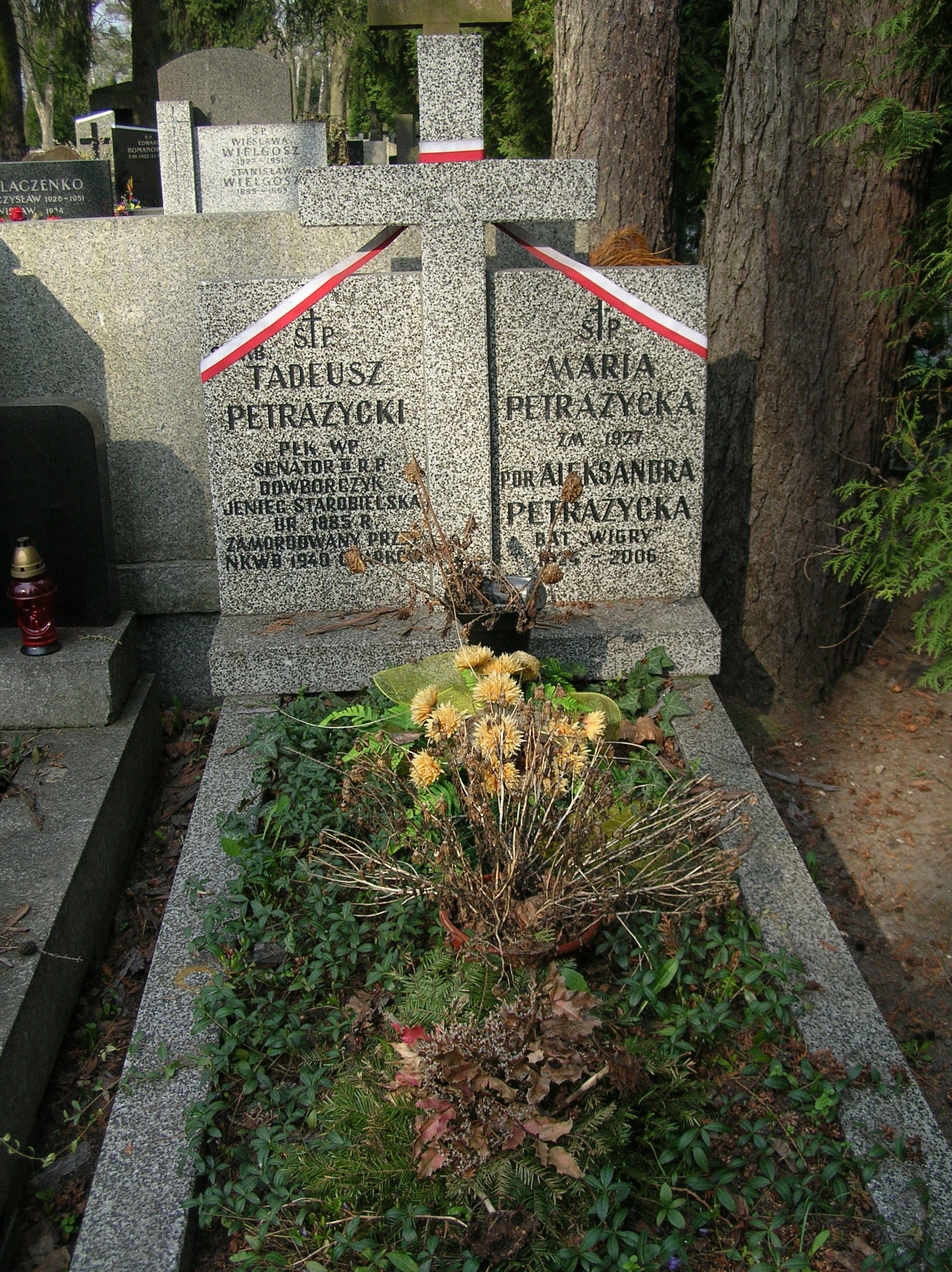
Symboliczny grób Tadeusza Petrażyckiego na Cmentarzu Wojskowym na Powązkach (kwatera A16-8-1).

Tadeusz Marian Jan Nepomucen Petrażycki (ur. 3 sierpnia?/15 sierpnia 1885 we wsi Bereżanka, zm. wiosną 1940 w Charkowie) – pułkownik audytor Wojska Polskiego, dowborczyk, senator RP, kawaler Orderu Virtuti Militari, ofiara zbrodni katyńskiej.

## Życiorys
Tadeusz Marian Jan Nepomucen Petrażycki urodził się 15 sierpnia 1885 roku w Bereżance, w powiecie kamienieckim. Był synem Seweryna i Marii z Dymitrowiczów. Szkołę średnią ukończył w Kamieńcu Podolskim, studia prawnicze na Uniwersytecie w Petersburgu, gdzie wykładowcą był jego stryj profesor Leon Petrażycki, specjalista w zakresie socjologii i teorii prawa. Po ukończeniu studiów i aplikanturze został adwokatem.
W pierwszej wojnie światowej brał udział jako oficer armii rosyjskiej. W 1917 wstąpił do I Korpusu Polskiego w Rosji pod dowództwem gen. Dowbor–Muśnickiego, skierowany do 2 pułku ułanów.
Brał udział w wojnie z bolszewikami w 1920. Był ranny w głowę. Za udział w walkach odznaczony został Krzyżem Walecznych oraz Virtuti Militari. Jego brat, Adam Petrażycki zginął pod Radziechowem w 1920, pochowany został na Cmentarzu Obrońców Lwowa.
W latach 1920–1925 pełnił służbę w Ministerstwie Spraw Wojskowych. 3 maja 1922 został zweryfikowany w stopniu podpułkownika ze starszeństwem z dniem 1 czerwca 1919 roku i 26. lokatą w korpusie oficerów sądowych. W 1923 był kierownikiem referatu w Gabinecie Ministra Spraw Wojskowych. Współpracował z gen. Władysławem Sikorskim ówczesnym ministrem, mając jego pełnomocnictwo do występowania na posiedzeniach plenarnych Senatu RP.

2 grudnia 1930 Prezydent Rzeczypospolitej Ignacy Mościcki nadał mu stopień pułkownika ze starszeństwem z dniem 1 stycznia 1931 i 1. lokatą w korpusie oficerów sądowych. Jednocześnie zezwolił mu na nałożenie oznak nowego stopnia przed 1 stycznia 1931. 20 sierpnia 1931 został mianowany sędzią Najwyższego Sądu Wojskowego w Warszawie. Z dniem 31 sierpnia 1935 został przeniesiony w stan spoczynku. Przydzielony do OK II. W 1935 Prezydent RP na podstawie art. 13 ust. 1 lit. f Konstytucji mianował go senatorem. We wrześniu 1939 zgłosił się do armii, był w sztabie gen. Smorawińskiego, po agresji ZSRR na Polskę dostał się do niewoli sowieckiej pod Włodzimierzem Wołyńskim. Przebywał w obozie w Starobielsku. Wiosną 1940 został zamordowany w Charkowie przez funkcjonariuszy NKWD i pogrzebany w Piatichatkach, gdzie od 17 czerwca 2000 mieści się oficjalnie Cmentarz Ofiar Totalitaryzmu w Charkowie.
Postanowieniem nr 112-48-07 Prezydenta Rzeczypospolitej Polskiej Lecha Kaczyńskiego z 5 października 2007 został awansowany pośmiertnie do stopnia generała brygady. Awans został ogłoszony 9 listopada 2007 w Warszawie, w trakcie uroczystości „Katyń Pamiętamy – Uczcijmy Pamięć Bohaterów”.

## Upamiętnienie
Tadeusz Petrażycki został upamiętniony na tablicy pamiątkowej odsłoniętej 3 lipca 1999 w gmachu Senatu RP ku czci senatorów II RP, którzy zginęli w czasie II wojny światowej i okresie powojennych represji.

## Ordery i odznaczenia
- Krzyż Srebrny Orderu Wojskowego Virtuti Militari nr 6777 (10 maja 1922)[15][16][17]
- Krzyż Niepodległości (17 września 1932)[18]
- Krzyż Oficerski Orderu Odrodzenia Polski (2 maja 1923)[19][20][21]
- Krzyż Walecznych[16]
- Złoty Krzyż Zasługi (trzykrotnie: 29 kwietnia 1925[22], 11 listopada 1937[23], 10 listopada 1938[24])
- Medal Pamiątkowy za Wojnę 1918–1921[16]
- Medal Dziesięciolecia Odzyskanej Niepodległości[16]
- Medal 3 Maja
- Odznaka za Rany i Kontuzje[25]
- Krzyż Komandorski Orderu św. Grzegorza Wielkiego (Watykan, 1937)[16][26]
- Krzyż Oficerski Orderu Orła Białego (Jugosławia)[16]
- Krzyż Kawalerski Orderu Legii Honorowej (Francja)[16]
- Medal Zwycięstwa („Médaille Interalliée”)